# Tiszafüred
Tiszafüred − miasto powiatowe na Węgrzech w Komitacie Jász-Nagykun-Szolnok. Liczy 10 805 mieszkańców (styczeń 2011).